# Stronghold 2
Stronghold 2 är ett realtidsstrategidatorspel som tillverkades av Firefly Studios under 2003–2004. Den fullständiga versionen släpptes 19 april 2005. Spelet är uppföljare till Stronghold från 2001. Spelet utspelar sig under medeltiden. Demo-versionen släpptes efter själva fullversionen den 4 januari 2005.
Stronghold 2 innehöll en Story Campaign, Map Editor och Free Build Mode. Det var också det första av Stronghold-spelen att använda 3D-vy. Samtliga storherrar var nya.
Datorspelet har fått kritik för att det hade problem att köras i Windows Vista och Windows 7 (särskilt hade det problem med 64-bitars operativsystem) fastän Stronghold 1, Stronghold Crusader och Extreme inte hade problem med Windows Vista och Windows 7, samt inte heller med 64-bitars operativsystem.